# Leptasterias hylodes
Leptasterias hylodes is een zeester uit de familie Asteriidae.
De wetenschappelijke naam van de soort werd in 1930 gepubliceerd door Walter Kenrick Fisher.